# 出口真人
出口 真人（でぐち まさと、1982年4月23日 - ）は、日本の漫画家。大阪府出身。大阪総合デザイン専門学校出身。

## 受賞歴
- 2003年5月 『月刊少年ジャンプ』新人賞 ブロンズ賞
- 2004年5月 『月刊少年ジャンプ』新人賞 編集部期待賞
- 2005年6月期 「鬼ヶ島のドガ丸」『週刊少年サンデー』まんがカレッジ 入選

## 作品リスト

### 連載
- Tomorrows（『週刊少年サンデー』2009年45号 - 2010年32号）
- 義風堂々!!直江兼続 -前田慶次花語り-（原作：原哲夫・堀江信彦、『月刊コミックゼノン』2014年5月号 - 2018年12月号）
- 前田慶次 かぶき旅（原作：原哲夫・堀江信彦、『月刊コミックゼノン』2019年4月号[1] - 連載中）

### 読み切り
- まんたろう！〜うさぎの恩返し〜（『月刊少年ジャンプ』特別増刊 増刊王2004年冬号）
- 鬼が島のドガ丸（『週刊少年サンデー超』2005年11月25日号） - まんがカレッジ入選作。
- 台風一家（『週刊少年サンデー超』2006年3月25日号）
- カンフー少年赤っ鼻の安安（『週刊少年サンデー』2007年25号）
- オイラ様は兎小僧（『週刊少年サンデー超』2008年3月25日号）
- ドルピンガー（『週刊少年サンデー』2009年18号）

### 書籍
- 『Tomorrows』、小学館〈少年サンデーコミックス〉2010年、全4巻
- 『義風堂々!!直江兼続 -前田慶次花語り-』、原作：原哲夫・堀江信彦、徳間書店〈ゼノンコミックス〉2014年 - 2018年、全14巻
- 『前田慶次 かぶき旅』、原作：原哲夫・堀江信彦、コアミックス〈ゼノンコミックス〉2019年 - 、既刊19巻（2025年7月18日現在）

## 師匠
- 柿崎正澄（『RAINBOW-二舎六房の七人-』のアシスタント、2003年3月〜）[2]